# Orangeburg (South Carolina)
Orangeburg is een plaats (city) in de Amerikaanse staat South Carolina, en valt bestuurlijk gezien onder Orangeburg County. Het is de derde stad in de regio Midlands.

## Demografie
Bij de volkstelling in 2000 werd het aantal inwoners vastgesteld op 12.765.
In 2006 is het aantal inwoners door het United States Census Bureau geschat op 13.563, een stijging van 798 (6,3%).

## Geografie
Volgens het United States Census Bureau beslaat de plaats een oppervlakte van
21,5 km², geheel bestaande uit land.

## Plaatsen in de nabije omgeving
De onderstaande figuur toont nabijgelegen plaatsen in een straal van 16 km rond Orangeburg.

## Galerij

Russell Street
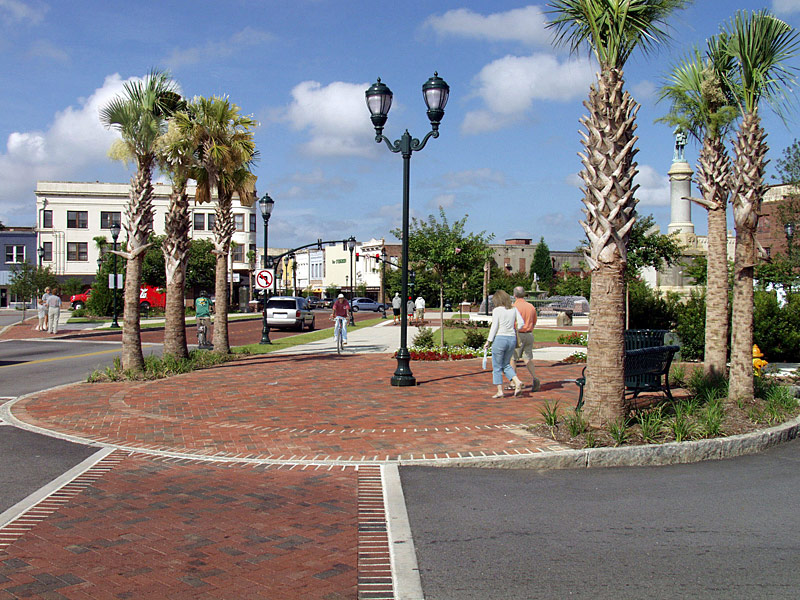
Downtown Loop
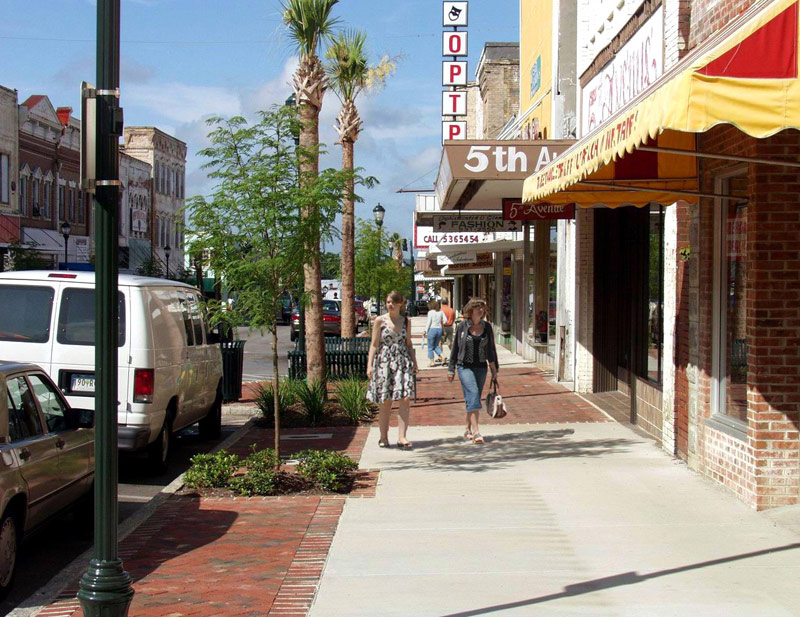
Zakendistrict